# Negociació
La negociació és el procés pel qual les parts interessades resolen conflictes, acorden línies de conducta, busquen avantatges individuals o col·lectives o procuren obtenir resultats que serveixin als seus interessos mutus. Es considera generalment com una forma de resolució de conflictes amable i alternativa a la imposició per la força.
Donada aquesta definició, un pot veure que la negociació passa en gairebé totes les àrees de la vida. En l'àrea de l'advocacia, un negociador expert serveix com a defensor d'una de les parts i procura generalment obtenir els resultats més favorables possibles a aquesta. En aquest procés el negociador procura determinar el resultat mínim que l'altra part (o les parts) vol acceptar, ajustant llavors les seves sol·licituds conseqüentment. Una negociació "encertada" en aquesta àrea es produeix quan el negociador pot obtenir tots o la majoria dels resultats que la seva part desitja, però sense conduir a la part contrària a interrompre permanentment les negociacions.
La negociació tradicional s'anomena de vegades guanyar-perdre a causa de l'estil de duresa dels negociadors que persegueixen aconseguir tant com puguin per la seva part. En els anys 70, els practicants i els investigadors van començar a desenvolupar l'enfocament de guanyar-guanyar en la negociació de forma que les dues parts quedaran satisfetes en haver obtingut beneficis. Això resulta positiu en evitar possibles futurs conflictes. Potser el més conegut va ser articulat pel llibre Getting to YES de Roger Fisher, William Ury i Bruce Patton, de Harvard. Aquest enfocament, anomenat Negociació de Principles, també es diu a vegades d'obtenció de mutus beneficis. L'enfocament de guanys mutus s'ha aplicat amb eficàcia en situacions mediambientals (vegeu a Lorenzo Susskind) així com en les relacions de treball en les que les parts (p. ex. gerència i un sindicat) emmarquen la negociació com a via de solució de problemes.
Una eina que s'està utilitzant en més de 20 països del món per a generar solucions guanyar-guanyar en una negociació, és la creada pel Dr E. Goldratt anomenada "El Núvol".
Definitivament el preparar bé abans d'una negociació és imprescindible, així com estar segurs del que es va a negociar i mai perdre l'enfocament.